# Ai Pelo

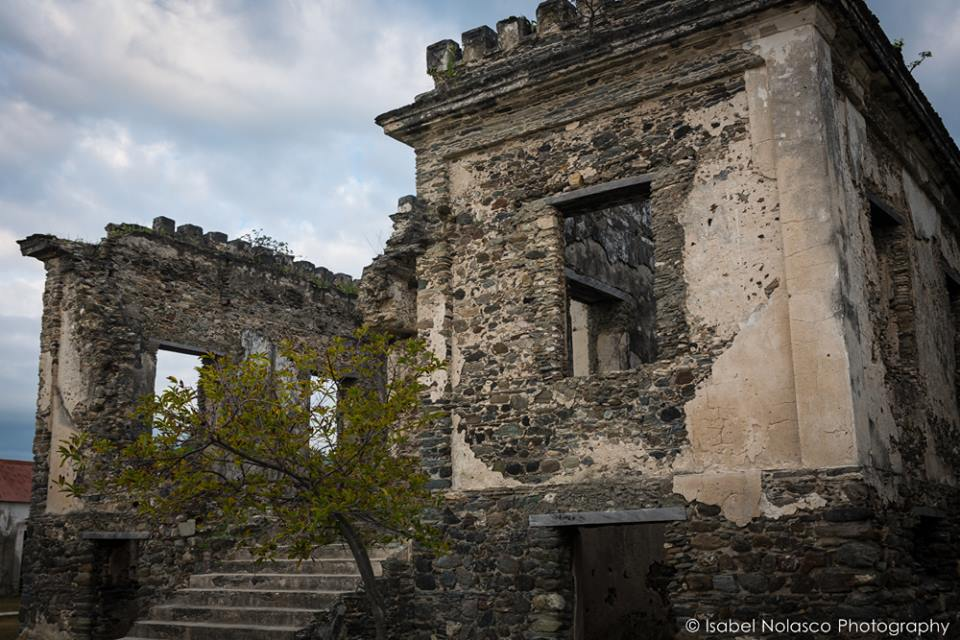
Ruine des zentralen Gebäudes von Aipelo

Ai Pelo (indonesisch Bekas Penjara Aipelo für ehemaliges Gefängnis Aipelo, auch Do Ai Pelo und Aipelu) ist ein Gefängnis aus der portugiesischen Kolonialzeit im heutigen Osttimor. Der Name leitet sich von „Epelo“ her, dem Wort für „bitteres Wasser“ in der lokalen Sprache Tokodede. Ai Pelo befindet sich beim Ort Raucasa (Suco Lauhata) an der Sawusee, westlich der Mündung des Flusses Failebo.

## Geschichte
Das Gefängnis diente auch als Sitz der Verwaltung und des Zolls. Das neoklassizistische Hauptgebäude mit Verwaltung und Gefängniszellen und die anliegenden Baracken für die hier stationierten Soldaten entstanden 1889 unter Gouverneur António Francisco da Costa als erstes. 1914 wurden zwei weitere Gebäude für Gefangene aus Macau gebaut, wo die Gefängnisse in dieser Zeit überfüllt waren.
Im Gefängnis waren sowohl gewöhnliche Kriminelle, als auch politische Gefangene untergebracht. Ein Gefangener war der portugiesische Deportierte Manuel Viegas Carrascalão, der später wegen guter Führung entlassen wurde. Unter Gouverneur José Celestino da Silva (1894–1908) wurden hier auch einige timoresische Liurais gefangen gehalten. Die Inhaftierten waren unterirdisch untergebracht, wo sie teilweise bis zu den Knien in Salzwasser vom nahe gelegenen Meer standen. Misshandlungen sollen allgemein üblich gewesen sein, so habe man zerstoßenes Glas in das Essen der Insassen gemischt.
Eine Flut nach schweren Regenfällen forderte 1939 Menschenleben und beschädigte die Gebäude so schwer, dass keine Weiterverwendung mehr möglich war. Das Gefängnis liegt direkt zwischen zwei Flussmündungen. 1942 wurden jene Gebäude, die das Unwetter überstanden hatten, von den Japanern als Kommandoposten benutzt, als sie Portugiesisch-Timor besetzt hielten (Siehe auch: Schlacht um Timor). Sowohl japanische, als auch australische Bomben fielen im Zweiten Weltkrieg auf die Anlage. Während andere Gebäude der Kolonialzeit in der indonesischen Besatzung (1975–1999) dem Verfall preisgegeben wurden, sorgten die Indonesier für den Bestand der Ruinen des alten Kolonialgefängnisses, so wie sie heute noch existieren. Seit dem 26. Mai 2012 informieren Schautafeln Besucher über die Vergangenheit des Ortes. Es ist geplant hier ein Museum aufzubauen.

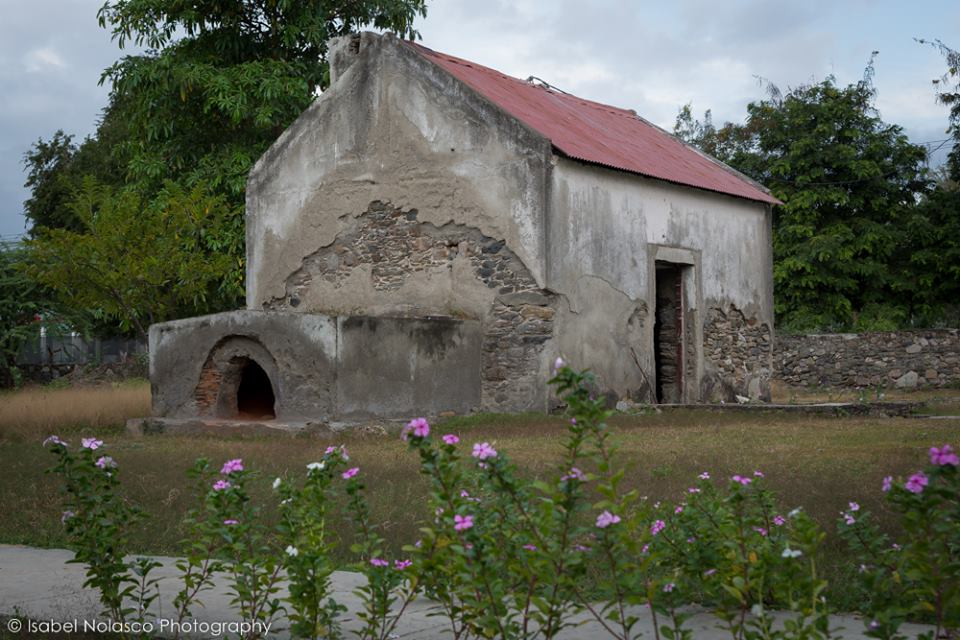
Die Küche im Südosten der Anlage
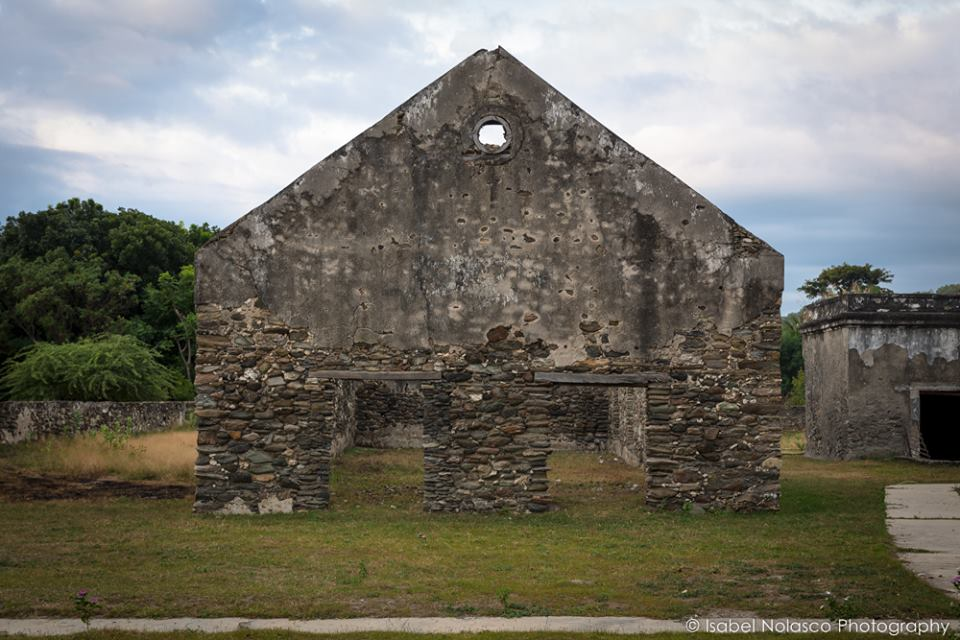
Der Trakt im Nordosten
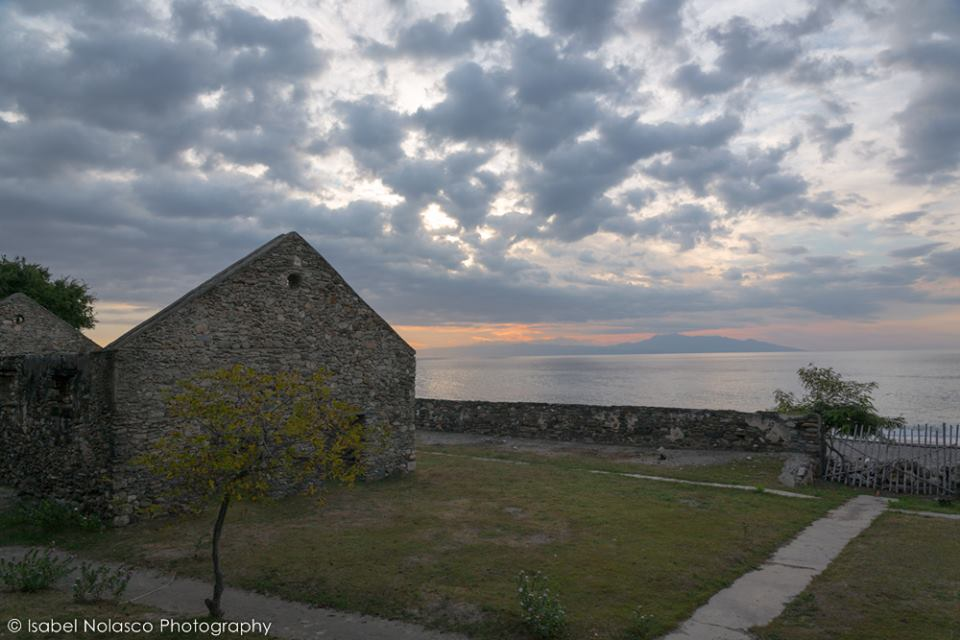
Die Nordwestecke der Anlage mit Blick auf die Nachbarinsel Alor
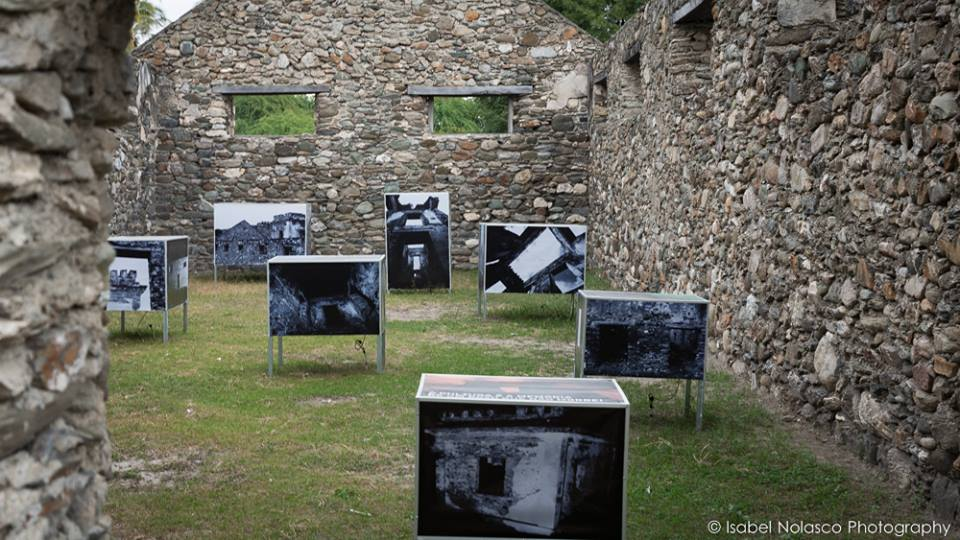
Schautafeln in einer der Ruinen
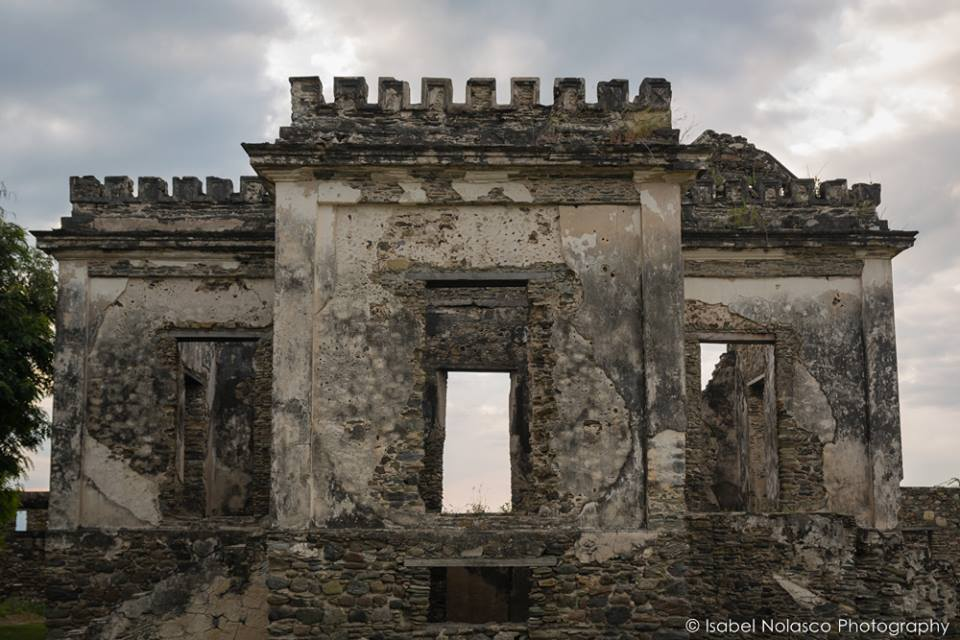
Das Zentralgebäude
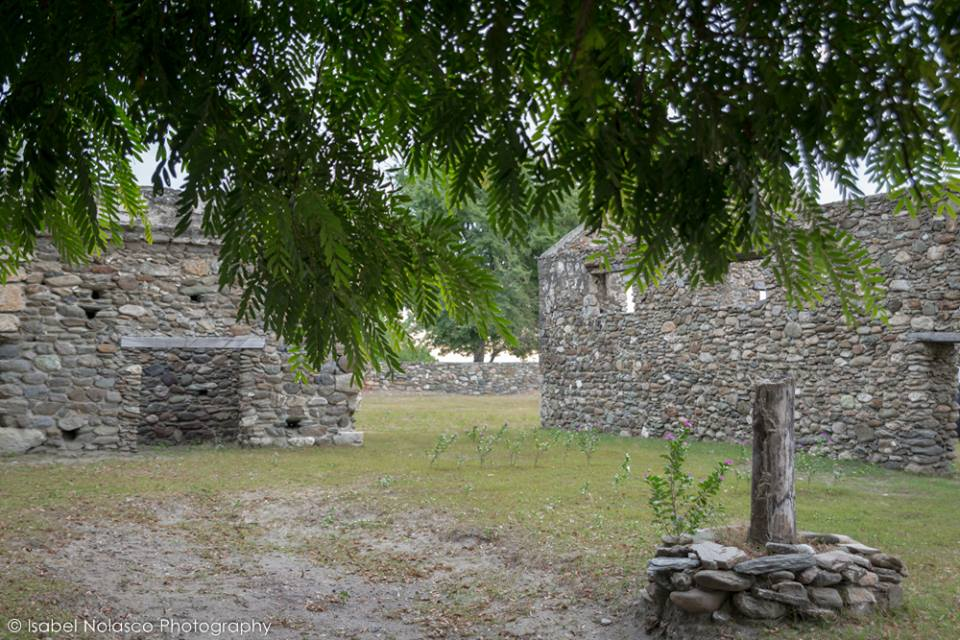
Im Westen der Anlage